# Јардол
Јардол је насељено место у Босни и Херцеговини, у општини Витез. Административно припада Федерацији Босне и Херцеговине, односно њеном Средњобосанском кантону. Према прелиминарним подацима пописа становништва 2013. године, у насељу је било 747 становника, а већинску популацију у насељу чинили су Хрвати.

## Становништво
По последњем службеном попису становништва из 1991. године у насељу Јардол живело је 747 становника, а село је било етнички хомогено са већинском хрватском популацијом.
| Националност | 2013. | 1991.        | 1981.        | 1971.        | 1961.        |
| Бошњаци      | —     | 28 (3,90%)   | 187 (21,87%) | 168 (19,88%) | 42 (8,15%)   |
| Хрвати       | —     | 644 (89,82%) | 617 (72,16%) | 649 (76,80%) | 460 (89,32%) |
| Срби         | —     | 3 (0,41%)    | 22 (2,57%)   | 24 (2,84%)   | 13 (2,52%)   |
| Југословени  | —     | 13 (1,81%)   | 15 (1,75%)   | 0            | 0            |
| остали       | —     | 29 (4,04%)   | 14 (1,63%)   | 4 (0,47%)    | 0            |
| Укупно       | 747   | 717          | 855          | 845          | 515          |